# Rengetsweiler
Das Dorf Rengetsweiler ist ein Teilort der Stadt Meßkirch mit 409 Einwohnern (männl. 198, weibl. 211 [Stand: 31. Dez. 2012]) im Landkreis Sigmaringen (Baden-Württemberg).

## Geographie
Rengetsweiler liegt etwa sieben Kilometer südöstlich der Kernstadt. Die Gemarkungsfläche umfasst rund 505 Hektar (Stand: 31. Dezember 2010).

## Geschichte
Die erste Erwähnung von Rengetsweiler findet sich im Jahr 1256. Damals übertrug Rudolf von Reischach ein bisher zur Herrschaft Trochtelfingen gehörendes, im Eigentum des Grafen Rudolf von Tübingen liegendes Lehen. Der Ort lag ursprünglich im Bereich der Goldineshuntare, dann im Gau Ratoldesbuch und später in der Grafschaft Sigmaringen. Im 13. Jahrhundert erhielt das Kloster Wald mehrfach Besitz im Ort, 1366 schenkt Ulrich von Homburg den Groß- und den Kleinzehnten an das Kloster. Obwohl es die Walder Klosterfrauen über Jahrhunderte versuchten, erlangten sie in Rengetsweiler als einzigem Dorf in der Umgebung nie die Oberhoheit. Ortsherr war zu Beginn des 14. Jahrhunderts Österreich, dann Württemberg, Werdenberg und schließlich 1535 die Grafschaft Hohenzollern. Später ging der Besitz auf Hohenzollern-Sigmaringen über. Die Inhaber der Grafenrechte wechselten mit den Inhabern der Grafschaft Sigmaringen. Bis 1828 gehörte das Dorf zum fürstlichen Oberamt Sigmaringen, dann zum fürstlichen und seit 1850 als Teil der Hohenzollernsche Lande bis 1862 zum preußischen Oberamt Wald, seitdem wieder zum Oberamt und (ab 1925) Kreis Sigmaringen. Besitz und Rechte hatten im Ort im 13. Jahrhundert Herren von Nenzingen, Herren von Reischach und Pfalzgrafen von Tübingen.
Zusammen mit den ehemaligen Nachbargemeinden Dietershofen und Ringgenbach wurde am 1. Januar 1975 anlässlich der Gemeindereform die bisherige Gemeinde Rengetsweiler zu einem Teilort von Meßkirch. Rengetsweiler unterlag damals mit seiner Klage gegen diese Eingemeindung vor dem Staatsgerichtshof.

## Politik

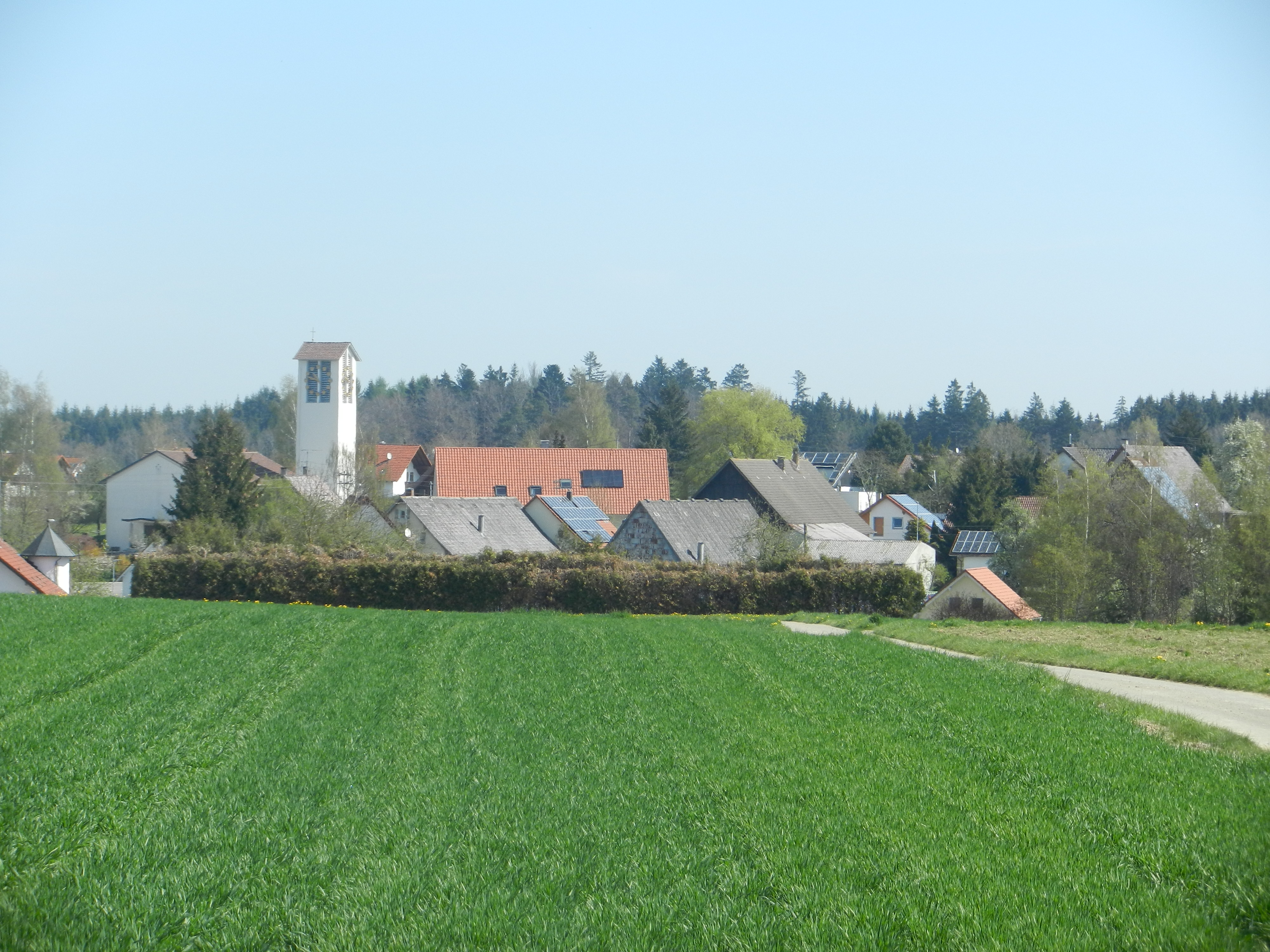
Westansicht

### Ehemalige Bürgermeister
- Josef Bosch (FWV)

### Wappen
Blasonierung: In geteiltem Schild oben in Gold ein doppelreihig rot-silbern geschachter Schrägbalken, unten in Rot ein stehender Hirsch.
In Rengetsweiler hatte das Kloster Wald seit dem 13. Jahrhundert Grundbesitz und seit 1366 Zehntrechte. Darauf deutet der Zisterzienserbalken, der hier nicht, wie es dem Ordenswappen entspräche, auf schwarzem Grund erscheinen kann, weil Schwarz nicht neben Rot zu stehen kommen darf. Die Lage im Bereich der einstigen Grafschaft Sigmaringen wird durch den goldenen Hirsch in rotem Feld ausgedrückt.
Das Wappen war der Vorschlag des Staatsarchivs Sigmaringen vom Jahre 1952. Die Verleihung erfolgte am 16. Dezember 1952 durch das Innenministerium Württemberg-Hohenzollern (IM: Nr. IV 31/Rengetsweiler-Sigmaringen/2 vom 30. Januar 1953).

## Kultur und Sehenswürdigkeiten

### Bauwerke

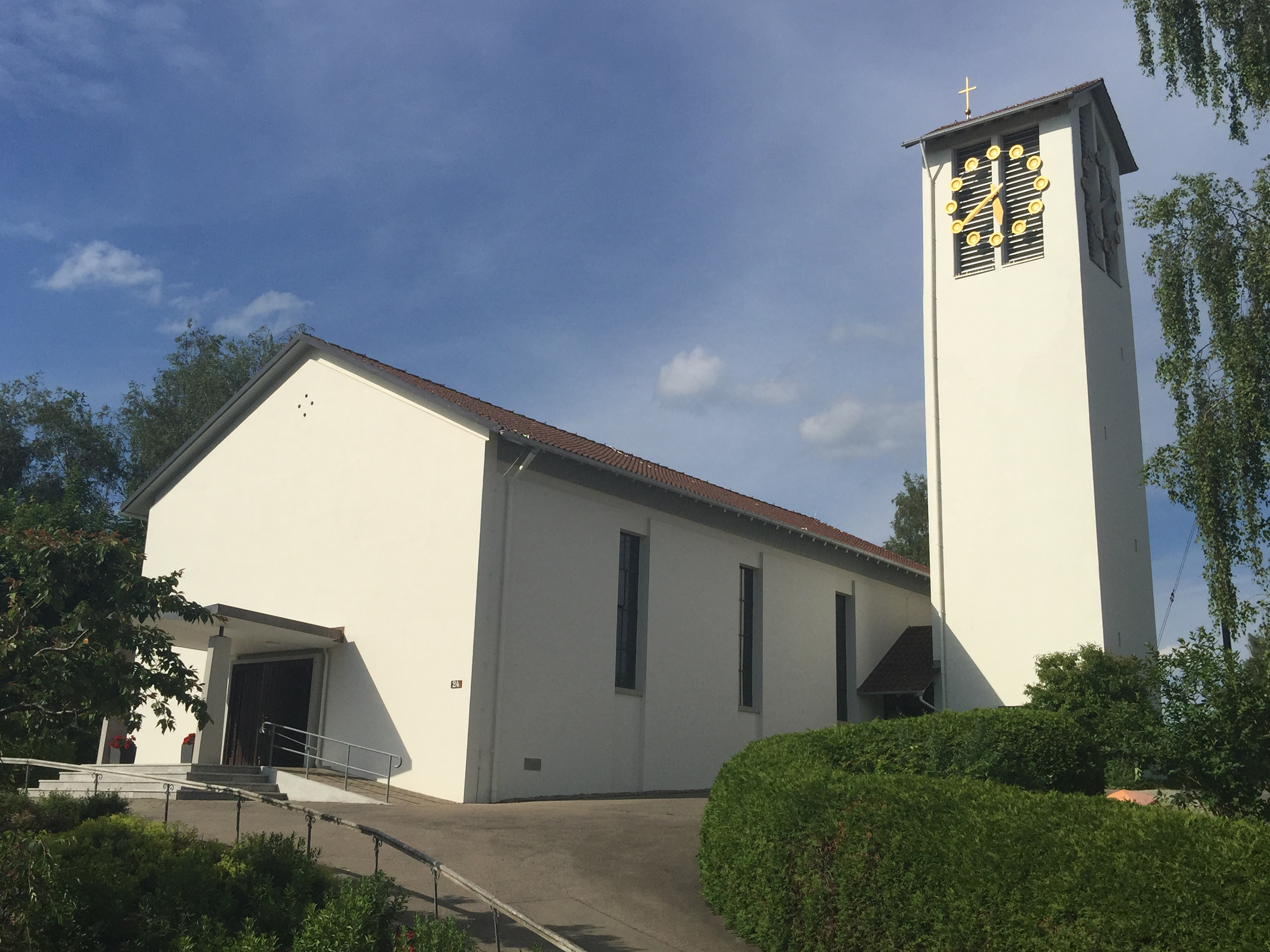
Filialkirche St. Kunigunde

- Die Kath. Filialkirche St. Kunigunde in Rengetsweiler ist Filialkirche der Pfarrei St. Nikolaus Dietershofen.[6][7] Die heutige Kirche ist 1959 an der Stelle einer altersschwachen Kapelle neu erbaut worden.[8] Diese wurde erstmals 1501 als Kilchly im Urbar des Klosters Wald erwähnt.[6][9] Eine weitere Erwähnung stammt aus dem Jahr 1524.[6] In Rechnungen des Spitals Pfullendorf wird erwähnt, dass es 1691 und im folgenden Jahr eine Wallfahrt zur Heiligen Kunigunde nach Rengetsweiler gegeben habe.[6][9] Am 23. April 1961 wurde der Kirchenneubau durch Weihbischof Karl Gnädinger eingeweiht.[6][7] 1977 wurde eine Orgel für 62.000 Deutsche Mark gekauft,[9] 2004 der Altarraum erneuert.[8] Zur Ausstattung zählt eine 1480 geschaffene gotische Figur der Heiligen Kunigunde.[9]
- 2012 wurde im ehemaligen Steinbruch an der Oberdorfstraße in Rengetsweiler eine vergitterte Lourdesgrotte, auch Mariengrotte genannt, eingeweiht. Die Muttergottes-Statue stammt aus Lourdes.[10]

### Regelmäßige Veranstaltungen
- Die Dorffasnet wird durch den Narrenverein Randenmale gestaltet
- Das Rengetsweiler Waldfest ist ein jährlich im Mai stattfindendes Zeltfest mit Live-Musik.

## Anmerkung
1. ↑  Gemarkungsfläche 5.045.149 m²